# 源八橋
源八橋（げんぱちばし）は、大阪府大阪市北区・都島区にある大川に架かる橋である。

## 概要
大阪市北区天満橋2丁目と都島区中野町4丁目を結ぶ大阪市道桜宮方面南北42号線の橋である。名称は架橋地点に江戸時代初期からあった渡船「源八渡」に因んで名付けられ、「源八渡」は天満橋筋沿いのかつての町名「源八町」に因む。名称の風情から渡し守の名などと結び付けたくなるところであるが、そのような言われは特に残されていない。西岸は天満橋筋沿いに北から源八町・友古町と続き、友古町の西側には大坂町奉行の与力・同心屋敷が広がっていた。東岸は東成郡中野村で、中野橋との呼び名も残されている。

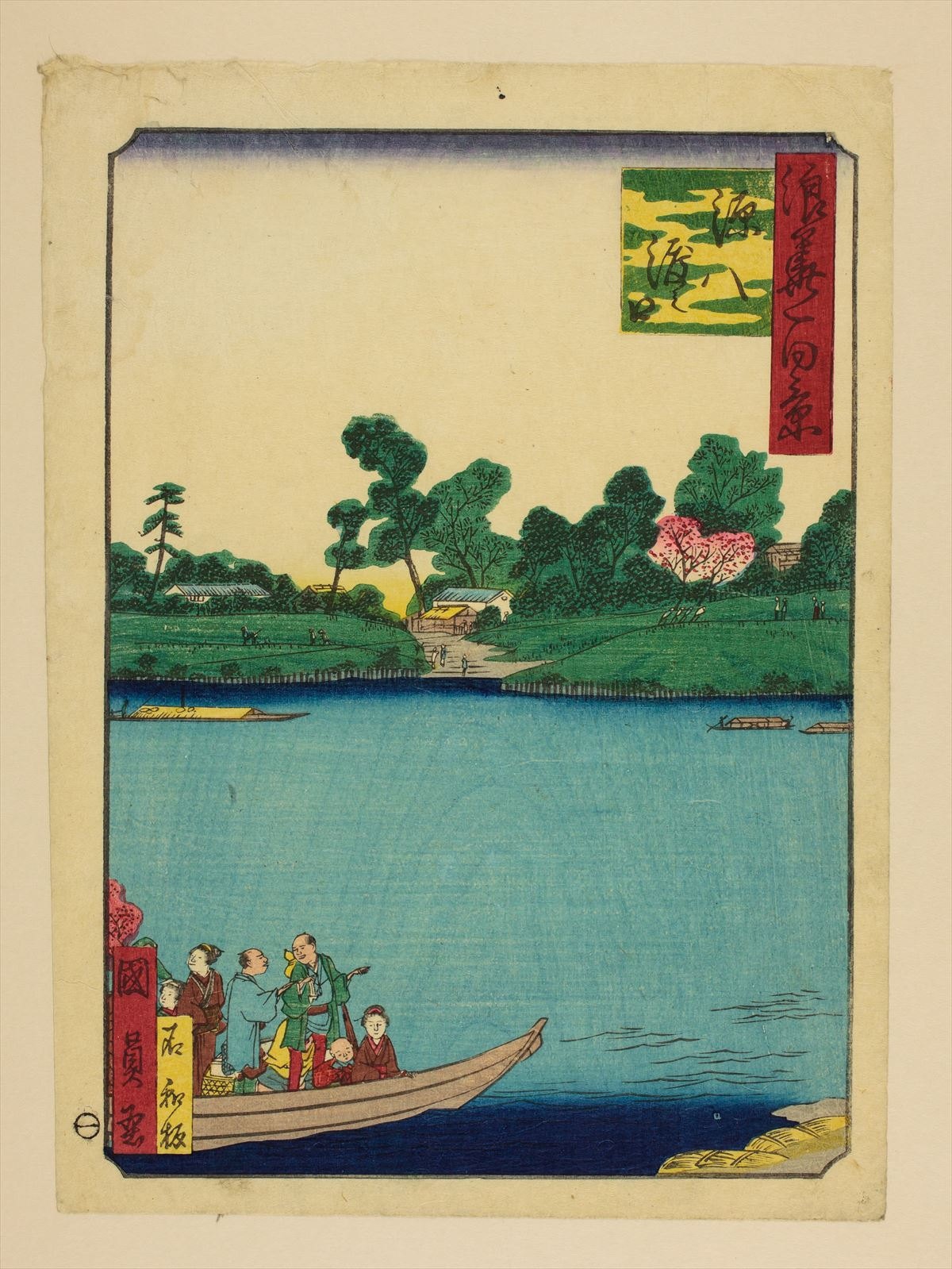
源八渡し口 (浪花百景)
1800年代。歌川國員/画

大阪市第二次都市計画事業により1934年（昭和9年）8月から設置工事が行われ、1936年（昭和11年）6月に完成。源八渡は廃止された。昭和40年代以降の自動車交通の発展に伴い交通量が増大し、東側の右折レーン設置のため1971年（昭和46年）3月に東側3径間分のみ北側を拡幅した。また、大阪アメニティパーク (OAP) 開業後の1998年（平成10年）7月には歩道が拡幅された。
西詰の南にOAP、東詰の北に大阪環状線桜ノ宮駅があり、朝・夕の通勤ラッシュ時を中心に多くの通行がある。また、東詰の河岸には桜之宮公園が広がっているが、当橋付近はかつて存在した貯木場を活かした親水空間となっている。

## 周辺
- 近畿中国森林管理局
- 大阪アメニティパーク (OAP)
  - 帝国ホテル大阪
- 桜之宮公園
- 桜ノ宮駅

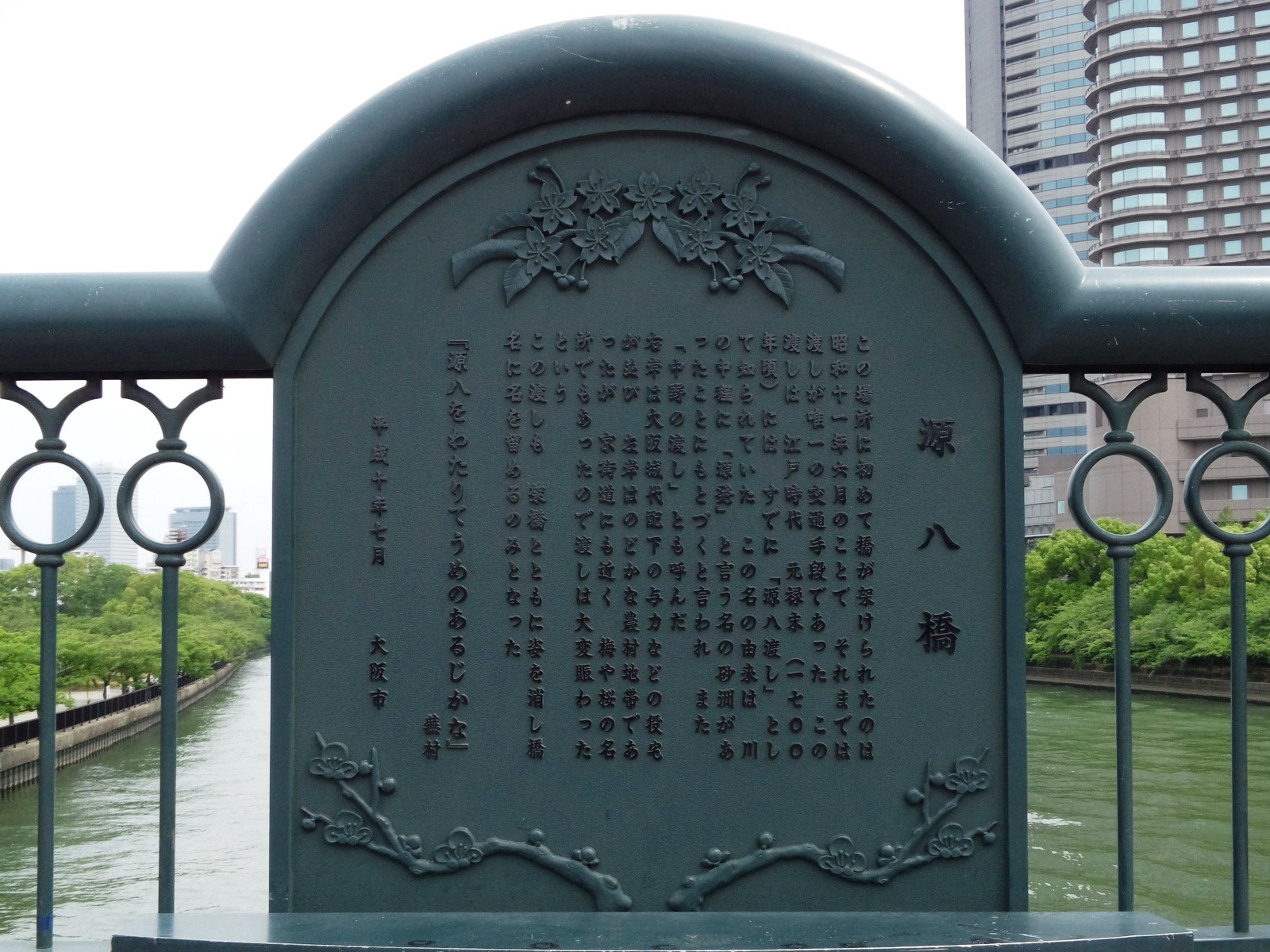
顕彰碑
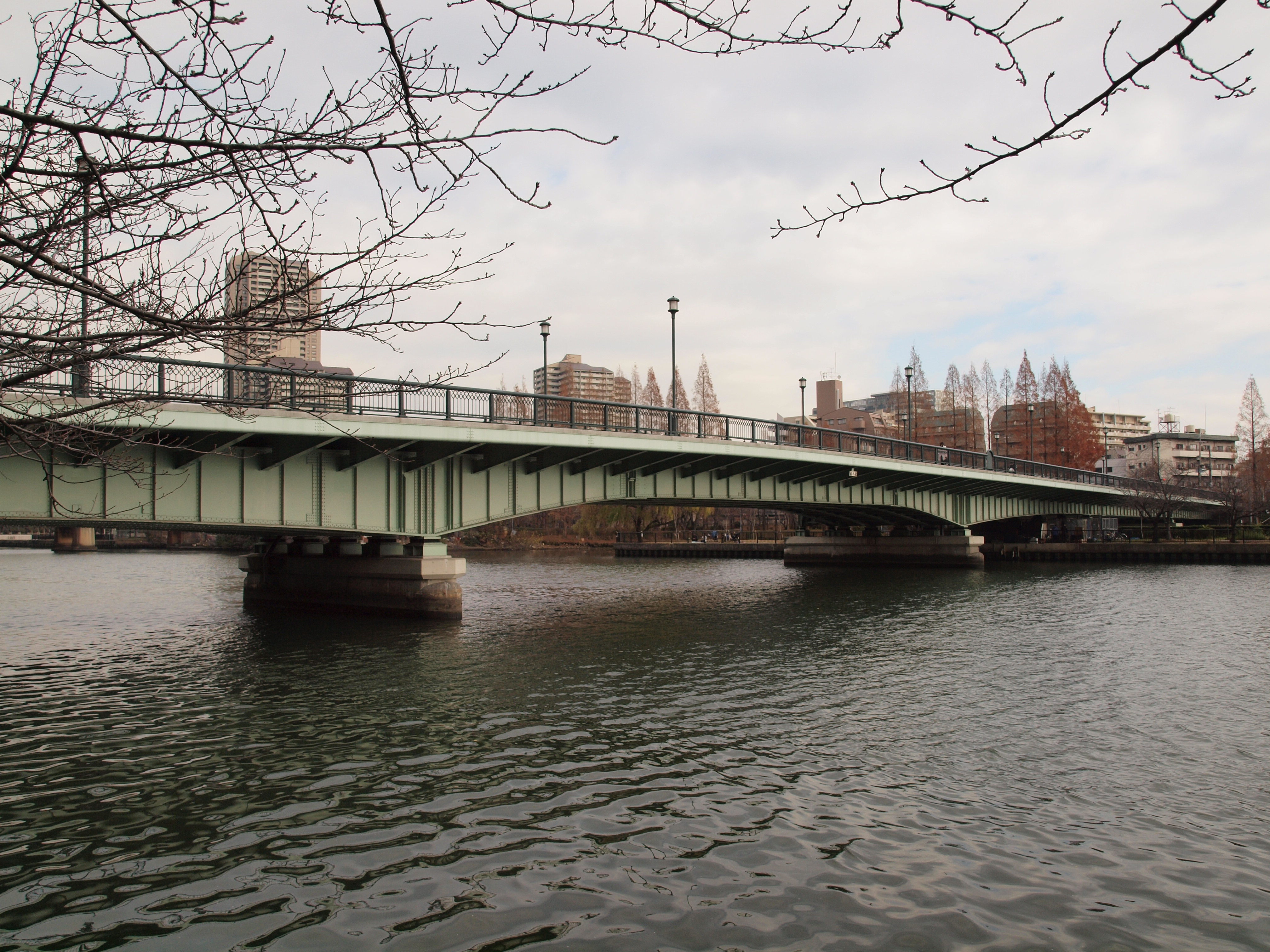
源八橋（2008年12月）
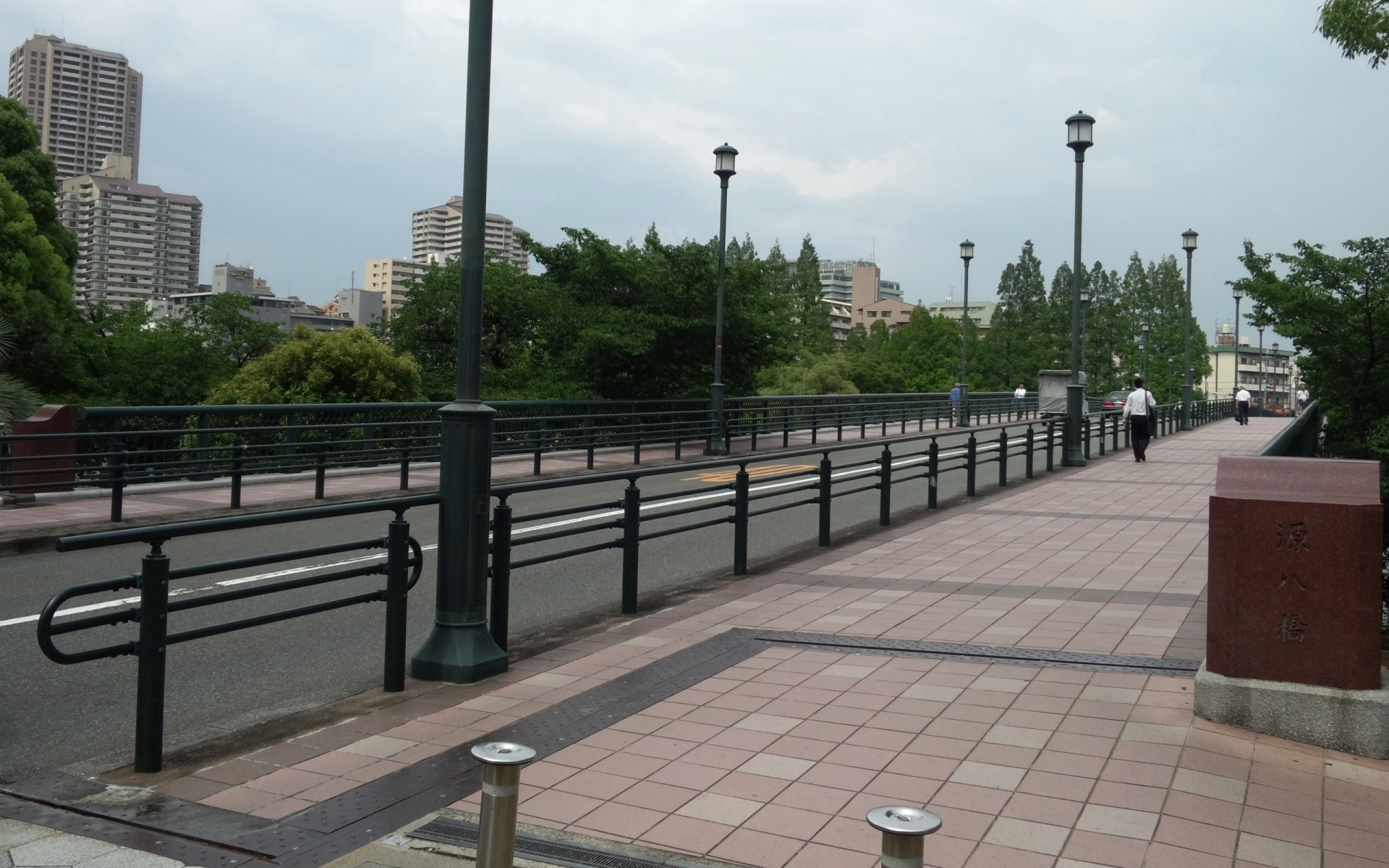
西から望む
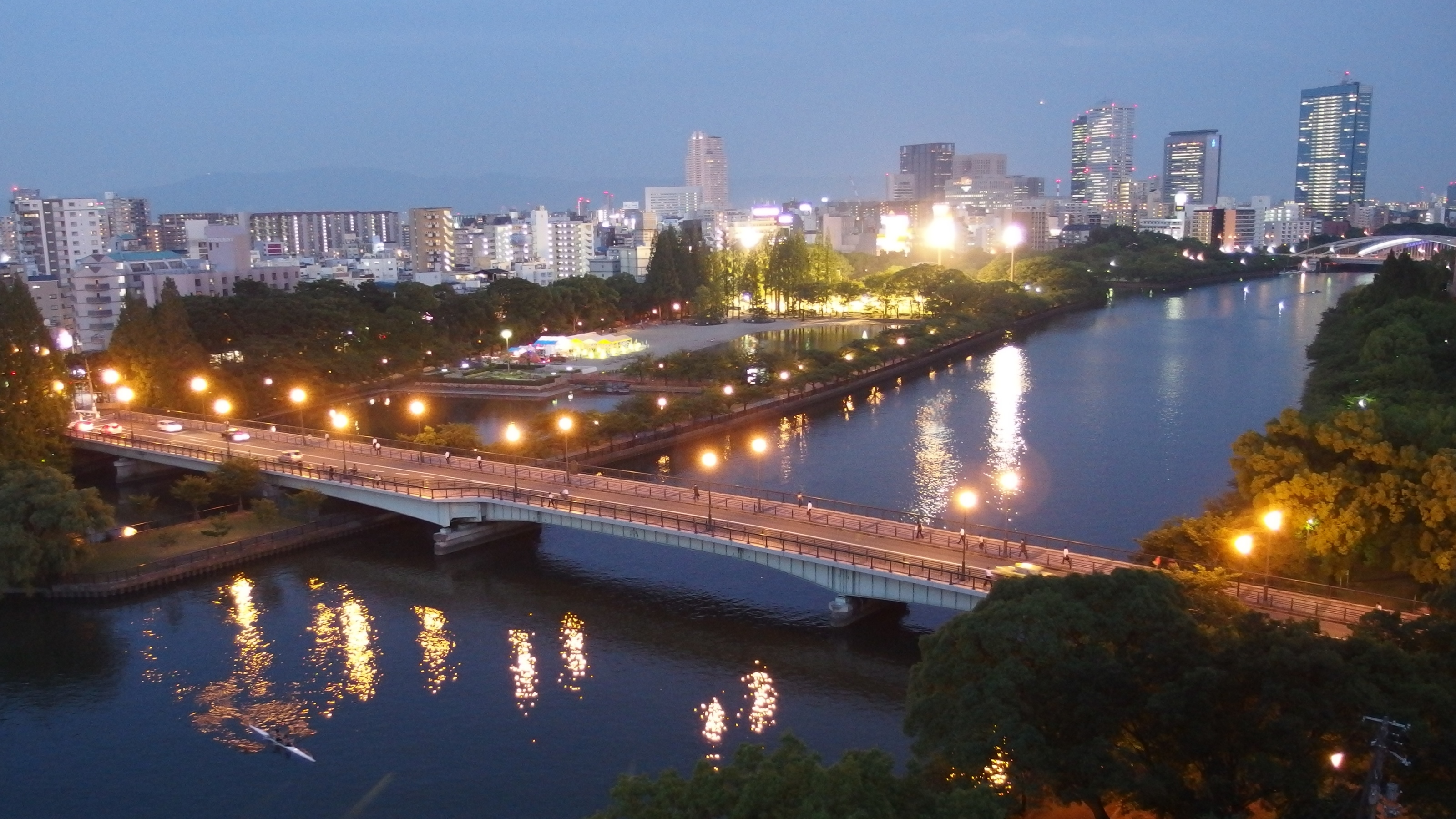
夕景